# Artabatici
Gli artabatici sono un popolo favoloso dell'Africa, citato anche da Plinio il Vecchio nella Naturalis historia. Secondo la tradizione mitologica, gli artabatici erano un popolo di uomini dall'andatura quadrupede:
(Plinio il Vecchio, Naturalis historia, Liber VI, 195)